# Nieuw Leven (Oss)
De molen Nieuw Leven is een windmolen aan de Nieuwe Brouwerstraat in de Nederlandse plaats Oss (gemeente Oss). Het is een ronde stenen stellingmolen die als korenmolen is ingericht. In 1938 schilderde de toenmalige eigenaar de molen wit, waarna de molen de bijnaam "De Witte Molen" kreeg. In 1959 kwam de molen in handen van de firma Philips, die in de nabijheid een vestiging heeft. Het bedrijf liet de "Philipsmolen", zoals hij al snel werd genoemd, ombouwen tot ontvangstruimte voor gasten. Overigens werd het binnenwerk hierbij grotendeels behouden en "ingepast" in de nieuwe functie.
In 1975 kocht de gemeente Oss de molen om hem te laten restaureren. Dit duurde van 1984 tot 1993.
Het gevlucht is oud-Hollands. In de molen bevinden zich twee koppel maalstenen. De molen is op zaterdagen geopend voor het publiek.